# Mangunrejo (Kajoran)
Mangunrejo is een bestuurslaag in het regentschap Magelang van de provincie Midden-Java, Indonesië. Mangunrejo telt 848 inwoners (volkstelling 2010).